# Биологический институт Сан-Паулу
Биологический институт (порт. Instituto Biológico, IB) — научно-исследовательский центр в городе Сан-Паулу, посвященный получению и распространению технологий и научных знаний в области сельского хозяйства, биологической безопасности и связанных вопросов. Институт расположен в районе Вила-Мариана города Сан-Паулу, около парка Ибирапуера . Он подчиняется Секретариату сельского хозяйства и ресурсов штата Сан-Паулу и был основан в 1927 году с целью разработки методов борьбы с вредителями кофейных плантаций штата. Через короткое время институт превратился в национальный центр с/х исследований. Сейчас это один из главных научных центров штата, уделяющий большое внимание послевузовскому образованию.
В рамках института действует большое количество лабораторий в разных частях штата Сан-Паулу. Его административный центр находится в городе Сан-Паулу, где располагаются центры исследований здооровья животных, вегетации и охраны окружающей среды, музей института и библиотека из более 100 тыс. наименований. Вне города Сан-Паулу институт имеет Центр передовых технологий птицеводства в муниципалитете Дескавальд, Центр исследований в Бастуси и Центральный экспериментальный центр в Кампинасе. Также Биологический институт отвечает за ряд научных публикаций и поддерживает и гербарий.